# Parque Ecológico do Perequê
O Parque Ecológico do Perequê é uma zona natural localizada no município de Cubatão. O nome é devido ao Rio Perequê que atravessa o parque. As suas principais atrações, de acordo com o Plano de Manejo são as cascatas e piscinas naturais.
Trata-se de uma das principais atrações da Região Metropolitana da Baixada Santista de acordo com técnicos e cientistas que executaram o Plano de Manejo e um dos principais equipamentos turísticos e ambientais da referida região.